# Darwin’s Game
Darwin's Game (яп. ダーウィンズゲーム Давинзу Гэму, Игра Дарвина) — японская манга авторства FLIPFLOPs, издающаяся в журнале Bessatsu Shōnen Champion с 2012 года.
На её основе студией Nexus был снят аниме-сериал, его премьера прошла с 3 января по 20 марта 2020 года.

## Сюжет
17-летний Канамэ Судо принимает онлайн-приглашение от друга, чтобы сыграть в «Игру Дарвина». Он не подозревает, что это игра повлечёт за собой настоящую борьбу за выживание.

## Персонажи
Канамэ Судо (яп. 須藤要 Судо: Канамэ) — главный герой
Сэйю: Юсукэ Кобаяси
Сюка Карино (яп. 狩野朱歌 Карино Сюка)
Сэйю: Рэйна Уэда
Рэйн Касиваги (яп. 柏木鈴音 Касиваги Рэйн)
Сэйю: Нитика Омори
Рюдзи Маэсака (яп. 前坂隆二 Маэсака Рюдзи)
Сэйю: Таку Ясиро
Суи/Сота (яп. スイ/ソータ Суи/Со:та)
Сэйю: Юмири Ханамори

## Медиа

### Манга
FLIPFLOPs запустили серию в январском выпуске журнала «Bessatsu Shōnen Champion» издательства Akita Shoten, вышедшем 12 декабря 2012 года.
| №  | Дата публикации | ISBN                   |
| -- | --------------- | ---------------------- |
| 1  | 7 июня 2013     | ISBN 978-4-253-22188-7 |
| 2  | 8 октября 2013  | ISBN 978-4-253-22189-4 |
| 3  | 7 февраля 2014  | ISBN 978-4-253-22190-0 |
| 4  | 8 июля 2014     | ISBN 978-4-253-22191-7 |
| 5  | 7 ноября 2014   | ISBN 978-4-253-22192-4 |
| 6  | 6 марта 2015    | ISBN 978-4-253-22193-1 |
| 7  | 7 августа 2015  | ISBN 978-4-253-22194-8 |
| 8  | 8 декабря 2015  | ISBN 978-4-253-22195-5 |
| 9  | 6 мая 2016      | ISBN 978-4-253-22196-2 |
| 10 | 7 октября 2016  | ISBN 978-4-253-22197-9 |
| 11 | 6 января 2017   | ISBN 978-4-253-22198-6 |
| 12 | 8 мая 2017      | ISBN 978-4-253-22199-3 |
| 13 | 6 октября 2017  | ISBN 978-4-253-22200-6 |
| 14 | 8 марта 2018    | ISBN 978-4-253-22207-5 |
| 15 | 8 августа 2018  | ISBN 978-4-253-22212-9 |
| 16 | 8 ноября 2018   | ISBN 978-4-253-22215-0 |
| 17 | 8 марта 2019    | ISBN 978-4-253-22212-9 |
| 18 | 8 июля 2019     | ISBN 978-4-253-22215-0 |

### Аниме
Адаптация в виде аниме-сериала была анонсирована в 16-м томе манги 8 ноября 2018 года. Позднее эта новость была подтверждена самим FLIPFLOPs, выступающим сценаристом аниме. Производством займётся Nexus, под контролем режиссёра Ёсинобу Токумото, по сценарию автора манги Сю Мияма (FLIPFLOPs), музыкальное сопровождение напишет композитор Кэнитиро Суэхиро, а за дизайн персонажей отвечает Кадзуя Наканиси. Премьера состоялась на телеканалах Tokyo MX, BS11, GTV, GYT, AT-X, YTV, TVA. Первая серия указана как одночасовая. ASCA исполнили вступительную песню серии «CHAIN», а Масиро Аяно исполнила финальную песню серии «Alive».
Aniplex of America лицензировали сериал и транслировали его через сервисы FunimationNow, AnimeLab и Wakanim с 3 января 2020 года, а также на Crunchyroll и HIDIVE со 2 февраля 2020 года. Funimation также делает дубляж сериала. Аниме состоит из 11 серий.

## Примечание
1. 1 2 3  Sherman, Jennifer. Darwin's Game Manga Gets TV Anime. Anime News Network (7 ноября 2018). Дата обращения: 7 ноября 2018. Архивировано 8 октября 2019 года.
2. ↑  別冊少年チャンピオン 2013年1月号 (неопр.). Akita Shoten. Дата обращения: 7 ноября 2018. Архивировано 8 ноября 2018 года.
3. ↑  ダーウィンズゲーム 第1巻 (неопр.). Akita Shoten. Дата обращения: 7 ноября 2018. Архивировано 11 мая 2019 года.
4. ↑  ダーウィンズゲーム 第2巻 (неопр.). Akita Shoten. Дата обращения: 7 ноября 2018. Архивировано 25 мая 2019 года.
5. ↑  ダーウィンズゲーム 第3巻 (неопр.). Akita Shoten. Дата обращения: 7 ноября 2018. Архивировано 25 мая 2019 года.
6. ↑  ダーウィンズゲーム 第4巻 (неопр.). Akita Shoten. Дата обращения: 7 ноября 2018. Архивировано 8 ноября 2018 года.
7. ↑  ダーウィンズゲーム 第5巻 (неопр.). Akita Shoten. Дата обращения: 7 ноября 2018. Архивировано 22 мая 2019 года.
8. ↑  ダーウィンズゲーム 第6巻 (неопр.). Akita Shoten. Дата обращения: 7 ноября 2018. Архивировано 8 ноября 2018 года.
9. ↑  ダーウィンズゲーム 第7巻 (неопр.). Akita Shoten. Дата обращения: 7 ноября 2018. Архивировано 8 ноября 2018 года.
10. ↑  ダーウィンズゲーム 第8巻 (неопр.). Akita Shoten. Дата обращения: 7 ноября 2018. Архивировано 8 ноября 2018 года.
11. ↑  ダーウィンズゲーム 第9巻 (неопр.). Akita Shoten. Дата обращения: 7 ноября 2018. Архивировано 8 ноября 2018 года.
12. ↑  ダーウィンズゲーム 第10巻 (неопр.). Akita Shoten. Дата обращения: 7 ноября 2018. Архивировано 8 ноября 2018 года.
13. ↑  ダーウィンズゲーム 第11巻 (неопр.). Akita Shoten. Дата обращения: 7 ноября 2018. Архивировано 8 ноября 2018 года.
14. ↑  ダーウィンズゲーム 第12巻 (неопр.). Akita Shoten. Дата обращения: 7 ноября 2018. Архивировано 8 ноября 2018 года.
15. ↑  ダーウィンズゲーム 第13巻 (неопр.). Akita Shoten. Дата обращения: 7 ноября 2018. Архивировано 18 июля 2018 года.
16. ↑  ダーウィンズゲーム 第14巻 (неопр.). Akita Shoten. Дата обращения: 7 ноября 2018. Архивировано 8 ноября 2018 года.
17. ↑  ダーウィンズゲーム 第15巻 (неопр.). Akita Shoten. Дата обращения: 7 ноября 2018. Архивировано 7 августа 2018 года.
18. ↑  ダーウィンズゲーム 第16巻 (неопр.). Akita Shoten. Дата обращения: 7 ноября 2018. Архивировано 7 ноября 2018 года.
19. ↑  ダーウィンズゲーム 第17巻 (неопр.). Akita Shoten. Дата обращения: 8 июля 2019. Архивировано 21 марта 2019 года.
20. ↑  ダーウィンズゲーム 第18巻 (неопр.). Akita Shoten. Дата обращения: 8 июля 2019. Архивировано 25 мая 2019 года.
21. ↑  Sherman, Jennifer. Darwin's Game Anime Reveals Video, Additional Cast, Staff. Anime News Network (29 октября 2019). Дата обращения: 29 октября 2019. Архивировано 29 октября 2019 года.
22. ↑  Hodgkins, Crystalyn. Darwin's Game Anime to Premiere in 2020. Anime News Network (8 июля 2019). Дата обращения: 8 июля 2019. Архивировано 31 октября 2019 года.
23. ↑  Sherman, Jennifer. Darwin's Game Anime Premieres With 1-Hour Special on January 3. Anime News Network (25 ноября 2019). Дата обращения: 25 ноября 2019. Архивировано 23 декабря 2019 года.
24. 1 2  Hodgkins, Crystalyn. Mashiro Ayano Performs Ending Theme for Darwin's Game Anime. Anime News Network (18 ноября 2019). Дата обращения: 18 ноября 2019. Архивировано 26 декабря 2019 года.
25. ↑  Sherman, Jennifer. Aniplex of America Streams 22/7, Darwin's Game, 'Uchitama?! Have you seen my Tama?' Anime. Anime News Network (24 декабря 2019). Дата обращения: 28 декабря 2019. Архивировано 2 декабря 2020 года.
26. ↑  Funimation [FUNimation]. We will be dubbing it! 🙌. [твит]. Твиттер (24 декабря 2019). Дата обращения: 28 декабря 2019.
27. ↑  Hodgkins, Crystalyn. Darwin's Game Anime Listed With 11 Episodes. Anime News Network (3 января 2020). Дата обращения: 3 января 2020. Архивировано 4 января 2020 года.